# Digimon Adventure 02
Digimon Adventure 02 (デジモンアドベンチャー 02?, Dejimon Adobenchā Zero Tsū), anche chiamata comunemente Digimon 02, è la continuazione diretta della serie precedente e si svolge tre anni dopo la fine di quest'ultima. Con la maggior parte dei personaggi principali ormai alle scuole medie, Digiworld è ora in teoria un luogo sicuro ed in pace. Tuttavia, un nuovo malvagio appare improvvisamente, definendosi l'Imperatore Digimon. Questo nuovo nemico è diverso dai precedenti - è un umano esattamente come i Digiprescelti. L'Imperatore Digimon inizia a schiavizzare qualsiasi Digimon gli capiti a tiro con Anelli del Male e Spirali di Controllo. Inoltre, tramite gli Obelischi di Controllo, impedisce ai Digimon di accedere alla regolare Digievoluzione. Tre nuovi ragazzi vengono quindi scelti per salvare il Mondo Digitale: questi, insieme a TK e Kari, compongono la nuova generazione di Digiprescelti.

## Trama
Una nuova generazione di bambini prescelti, composta da tre nuovi ragazzi, Davis, Yolei e Cody, e da due della precedente generazione, Kari e TK, riceve un nuovo tipo di Digivice, chiamato D-3, che consente loro di aprire un varco che conduce direttamente a Digiworld da qualsiasi terminale. 
Inizialmente ricorrono ad un nuovo tipo di Digievoluzione, la Armordigievoluzione, che avviene grazie a speciali oggetti chiamati Digiuova (oggetti ben diversi dalle Digiuova dalle quali nascono Digimon) e consente ai loro Digimon di digievolvere in forme più potenti anche in presenza degli Obelischi di Controllo (i livelli Armor sono ispirati a quelli campione dei Digimon protagonisti della prima serie). In questo modo, dopo numerose battaglie, riescono a fermare i folli piani dell'Imperatore Digimon, la cui vera identità è quella di Ken Ichijouji, grazie anche al sacrificio di Wormmon, il Digimon partner dello stesso Ken.
Dopo la sua sconfitta, gli Obelischi di Controllo perdono il loro potere e Veemon, Hawkmon e Armadillomon imparano finalmente la regolare Digievoluzione. A questo punto Ken, che ha rinnegato i suoi propositi malvagi e si è ricongiunto col suo Digimon partner Wormmon (anche lui in grado di digievolvere), si unisce ai Digiprescelti nella loro battaglia contro due nuovi nemici: la malvagia Arakenimon ed il suo complice Mummymon. Arakenimon dispone di un potere molto particolare: è in grado di trasformare gli Obelischi di Controllo in Digimon artificiali più forti del normale e di assumerne il controllo per scopi malvagi. Per combattere quindi questa nuova minaccia, la squadra acquisisce la tecnica della DNAdigievoluzione, che consente ai loro Digimon di fondersi tra loro in coppie per acquisire un maggiore potere.
Quando poi la battaglia si sposta nel mondo reale, si scopre che i due Digimon malvagi lavorano in realtà per un umano: Yukio Oikawa. Oikawa riesce ad estrarre il Seme delle Tenebre dal corpo di Ken e ad impiantarlo in altri bambini che desiderano la grandezza che lo stesso Ken, nei panni dell'Imperatore Digimon, aveva ottenuto grazie al Seme: all'interno di ogni bambino infettato si formano dei fiori tramite i quali viene raccolta e convogliata l'energia altrove. I Digiprescelti riescono però a questo punto a confrontarsi con Oikawa e scoprono che questi è un uomo solo, il cui unico amico era Hiroki Hida, il padre di Cody. Quando erano ragazzi, Hiroki e Yukio erano infatti soliti giocare ai videogiochi, vennero a conoscenza dell'esistenza di Digiworld, ne rimasero affascinati ed ossessionati e pertanto si promisero di trovare il modo per andarci: purtroppo però, Hiroki morì prima che potessero realizzare il loro sogno e questo causò in Oikawa un'immensa tristezza.
Alla fine, un'entità fuoriesce dal corpo di Oikawa, rivelandosi il solo e unico vero artefice di tutte le malvagità: Myotismon, già sconfitto dai bambini prescelti della precedente generazione ed ora rinato come MaloMyotismon. Lo scontro finale termina solo grazie all'aiuto di tutti i Digiprescelti del mondo e dei bambini infettati dal Seme del Male, che usando la luce che esiste dentro ognuno di loro ed i loro desideri per far tornare il mondo digitale nuovamente un posto pacifico riescono ad allontanare per sempre le tenebre.
La serie termina con l'incontro a Digiworld dei Digiprescelti di Adventure 01 e Adventure 02 a distanza di tanti anni, che ormai sono diventati adulti e genitori di bambini dotati ciascuno di un proprio Digimon partner.

## Digiworld
In questa serie di Digimon viene rivelato che l'iterazione di Digiworld con il mondo reale scorre parallela con altre due "dimensioni": una è un mondo caleidoscopico di colori e forme, composto di un'energia capace di trasformare i pensieri in realtà, mentre l'altra è un oscuro ed inquietante mondo del male, caratterizzato dal suo oscuro ed enorme oceano, chiamato appunto il Mare Oscuro, che in teoria sembra essere in grado di trasformare in realtà i pensieri negativi degli esseri che lo vivono. Tre anni dopo gli eventi di Digimon Adventure, Yukio Oikawa, un umano venuto a conoscenza di Digiworld quando era un ragazzo, aveva compiuto diversi tentativi di accedervi per vivere lì i suoi sogni d'infanzia irrealizzati. Non era però a conoscenza di essere posseduto dallo spirito di Myotismon, che ne manipolava le azioni. Oikawa creò quindi Arakenimon e Mummymon e li spedì a Digiworld, dove i due manipolarono il giovane Ken Ichijouji, trasformandolo nell'Imperatore Digimon. Come Imperatore, Ken iniziò ad erigere gli Obelischi di Controllo - il cui design proveniva dall'enigmatico Mondo delle Tenebre e che era stato apparentemente impiantato nella testa di Ken, o nel Seme delle Tenebre già all'interno di Ken - per tutto Digiworld. Gli Obelischi iniziarono ad interferire con il tessuto della realtà, creando distorsioni spaziali ed indebolendo le barriere dimensionali. Oikawa sperava di poter usare questi disturbi per entrare a Digiworld, ma le azioni dei nuovi Digiprescelti, che iniziarono a distruggere gli Obelischi di Controllo, prevennero che ciò potesse accadere. Successivamente, Arakenimon e Mummymon crearono BlackWarGreymon, che iniziò a distruggere le potenti Pietre Sacre, cosa che finì di distruggere il sottile equilibrio su cui Digiworld pareva essersi assestato. Tuttavia, i Bambini Prescelti furono in grado di liberare Azulongmon dalla prigione in cui i Padroni delle Tenebre lo avevano rinchiuso anni prima, il quale riuscì ad impedire a BlackWarGreymon di distruggere l'ultima Pietra.
Il piano finale di Oikawa di entrare a Digiworld prevedeva che Arakenimon aprisse tutti i varchi digitali, permettendo ai Digimon selvaggi di arrivare sulla Terra, il che costrinse i Digiprescelti a viaggiare per il mondo per circoscrivere la catastrofe (questo perché gli unici che potevano aprire varchi digitali a piacimento erano i sei Digiprescelti della nuova generazione). Tuttavia, i bambini prescelti non sapevano che tutto ciò costituisse solo un'esca. Approfittando dell'assenza dei Digiprescelti dal Giappone, infatti, Arakenimon e Mummymon iniziarono a rapire bambini. Quando i bambini prescelti fecero ritorno, scoprirono che Demon ed i suoi tirapiedi MarineDevimon, LadyDevimon e SkullSatamon erano venuti sulla Terra alla ricerca di Ken e del Seme delle Tenebre che si annidava in lui, ma Oikawa riuscì a copiare per primo il Seme, prima che Demon potesse metterci le mani. Demon fu respinto dai Digiprescelti nel Mare Oscuro di Dragomon mentre Oikawa era impegnato ad impiantare i Semi nei bambini rapiti. La sua speranza era che i Semi convertissero l'innocenza dei bambini (che permette loro di entrare a Digiworld usando questa energia), in modo da permettergli di attraversare la barriera dimensionale. Tuttavia, Myotismon aveva altri piani e portò Oikawa in un'altra dimensione, un mondo di sogni ed incubi, dove finalmente lasciò il corpo del suo ospite ed iniziò a convogliare il potere dei Semi in sé stesso, diventando così MaloMyotismon. Dopo la sconfitta di MaloMyotismon, Oikawa usò la dimensione dei sogni per realizzare il suo desiderio: il suo corpo fu trasformato in energia nella forma di uno stormo di farfalle, che si dispersero per Digiworld, riportando la pace e l'armonia.
Il finale rivela il destino di ognuno dei personaggi quando questi si rivedono venticinque anni dopo la sconfitta di MaloMyotismon per permettere ai loro figli di giocare insieme.
TKTK è un romanziere che aveva deciso di scrivere un romanzo su tutte le avventure vissute da lui riguardanti i Digimon. Si scopre che la voce del narratore che aveva accompagnato le avventure dei Digiprescelti in Digimon Adventure e Adventure 02 era sempre stata la sua. È lui infatti a raccontare le avventure dei bambini prescelti ed ha un figlio il cui Digimon partner è un Tokomon.
TaiTai e Agumon si diplomarono in relazioni tra il mondo reale e quello digitale. Ha un figlio il cui Digimon partner è un Koromon.
Matt e SoraMatt decise di non proseguire la sua carriera musicale e divenne invece un astronauta. Lui e Gabumon sono stati la prima coppia umano-Digimon ad andare nello spazio. Sora e Biyomon sono diventate delle stiliste specializzate in kimono. Hanno una figlia il cui partner è Yokomon ed un figlio il cui partner è Tsunomon.
JoeJoe è diventato un dottore e lavora a Digiworld. Ha un figlio il cui Digimon partner è un Bukamon.
MimiMimi e Palmon hanno un loro programma televisivo dedicato alla cucina. Mimi ha un figlio il cui partner è un Tanemon.
IzzyIzzy e Tentomon sono ricercatori di Digiworld. Ha una figlia il cui partner è un Motimon.
KariKari ha realizzato il suo sogno di diventare una maestra dell'asilo con Gatomon. Kari ha un figlio con un fischietto intorno al collo come Kari da piccola e il cui partner è Salamon.
Yolei e KenYolei e Ken sono sposati e hanno tre figli. Yolei fa la casalinga, Ken è un agente di polizia.
CodyCody è un avvocato difensore. Cody ha una figlia.
DavisDavis ha messo la testa a posto ed ha avviato una linea di chioschi di spaghetti giapponesi, ed ha ottenuto un grande successo. Ha un figlio che ha ereditato gli occhiali di Tai, rendendolo quindi il nuovo leader dei Digiprescelti, ed il suo Digimon partner è un DemiVeemon.

## Personaggi

### Personaggi principali
| Personaggio | Doppiatore                                             | Digimon partner                       | Doppiatore                                               |  |
| --- | ------------------------------------------------------ | ------------------------------------- | -------------------------------------------------------- |  |
| Davis Motomiya Motomiya Daisuke (本宮 大輔) | Reiko Kiuchi (giapponese) Paola Majano (italiano)      | Veemon V-mon (ブイモン)               | Junko Noda (giapponese) Francesco Meoni (italiano)       |  |
| Nuovo leader dei Digiprescelti. Così come Tai era nella prima serie, Davis è coraggioso, ostinato ed impulsivo, inoltre gioca anche lui a calcio. Ha una cotta per Kari ed un'ammirazione sconfinata per Tai. Litiga spesso con TK.                                                                                      |                                                        |                                       |                                                          |  |
| |                                                        |                                       |                                                          |  |
| Yolei Inoue Inoue Miyako (井ノ上 京) | Rio Natsuki (giapponese) Paola Valentini (italiano)    | Hawkmon (ホークモン)                  | Kōichi Tōchika (giapponese) Patrizia Burul (italiano)    |  |
| Una nuova Digiprescelta un po' smorfiosa. È testarda e a volte anche ostinata. Non capitano di rado alcune divergenze con Davis. Ammira molto Mimi. |                                                        |                                       |                                                          |  |
| |                                                        |                                       |                                                          |  |
| Cody Hida Hida Iori (火田 伊織) | Megumi Urawa (giapponese) Alessia La Monica (italiano) | Armadillomon Armadimon (アルマジモン) | Megumi Urawa (giapponese) Roberto Stocchi (italiano)     |  |
| È il più giovane del nuovo gruppo di Digiprescelti, ma nonostante ciò è molto maturo e riflette molto sulle cose come Joe di Digimon Adventure. Ammira Izzy. |                                                        |                                       |                                                          |  |
| |                                                        |                                       |                                                          |  |
| TK Takaishi Takaishi Takeru (高石 タケル) | Taisuke Yamamoto (giapponese) Tatiana Dessi (italiano) | Patamon (パタモン)                    | Miwa Matsumoto (giapponese) Patrizio Cigliano (italiano) |  |
| Uno degli otto Digiprescelti originali, è il fratello minore di Matt. |                                                        |                                       |                                                          |  |
| |                                                        |                                       |                                                          |  |
| Kari Kamiya Yagami Hikari (八神 ヒカリ) | Kae Araki (giapponese) Ilaria Latini (italiano)        | Gatomon Tailmon (テイルモン)          | Yuka Tokumitsu (giapponese) Laura Romano (italiano)      |  |
| Una degli otto Digiprescelti originali, è la sorella minore di Tai. |                                                        |                                       |                                                          |  |
| |                                                        |                                       |                                                          |  |
| Ken Ichijouji Ichijōji Ken (一乗寺 賢) | Romi Park (giapponese) Monica Bertolotti (italiano)    | Wormmon (ワームモン)                  | Naozumi Takahashi (giapponese) Nanni Baldini (italiano)  |  |
| All'inizio era posseduto dal Seme delle Tenebre, che lo aveva fatto impazzire e diventare l'Imperatore Digimon. In queste vesti aveva cercato di conquistare Digiworld, scambiando il mondo digitale per un videogioco. Successivamente comprende i suoi errori e si unisce al gruppo, divenendo il sesto Digiprescelto. |                                                        |                                       |                                                          |  |

### Digiprescelti originali
Poiché Digimon Adventure 02 è il seguito di Digimon Adventure, questa serie include anche personaggi della prima serie. Nonostante debbano fare i conti con delle nuove e più importanti responsabilità, i Digiprescelti originali ogni tanto provvedono a dare una mano alla nuova squadra.
Tai KamiyaEra il leader dei Digiprescelti originali ed è il fratello maggiore di Kari. Frequenta le scuole medie. Consegna a Davis i suoi occhiali per rimpiazzare quelli del ragazzo, rotti durante la prima battaglia.
Matt IshidaFratello maggiore di TK, anch'egli alle medie. Suona in una band, conosciuta come i Teenage Wolves. La sorella di Davis ha una cotta non troppo segreta per lui.
Sora TakenouchiAnche lei alle medie, si è unita alla squadra di tennis.
Izzy IzumiMolto intelligente e dotato di un buon cervello, le sue abilità al computer sono come sempre preziosissime per i Digiprescelti.
Mimi TachikawaVive attualmente a New York e fa visita agli altri ogni volta che può grazie agli aerei o ai varchi digitali.
Joe KidoGrazie al suo duro lavoro, Joe frequenta ora una scuola privata. Attualmente sta studiando per un esame d'ingresso all'università ed usa il suo tempo libero per aiutare gli altri quando può.

### Nemici
- MaloMyotismon (BelialVamdemon) (48-50): La più potente forma di Myotismon. È il nemico principale che si nasconde dietro gli eventi della serie (ad esclusione di Demon). Viene disintegrato dopo che i sogni dei bambini prescelti di tutto il mondo lo avevano in precedenza indebolito, mentre il suo spirito viene distrutto definitivamente da Imperialdramon Fighter Mode, potenziato dalla luce emessa da tutti i Digivice.
  - Yukio Oikawa (38-50): Essere umano posseduto da Myotismon. L'essere stato posseduto causa al suo corpo ferite molto gravi, causandone la morte, ma l'uomo fa ricorso al potere del Mondo dei Sogni per utilizzare la sua forza vitale e ricostruire Digiworld, lasciando infine il suo spirito a protezione di esso.
    - Arakenimon (Archnemon) (24-48): Uno dei tirapiedi di Oikawa. Viene uccisa da MaloMyotismon.
    - Mummymon (29-48): Uno dei tirapiedi di Oikawa. Viene ucciso da MaloMyotismon. Ha una evidente cotta per Arakenimon.
      - Imperatore Digimon (1-21): Ken era controllato dal Seme delle Tenebre di Oikawa e Arakenimon. Ritornato ad essere il suo vero io dopo essere stato sconfitto dai Digiprescelti, in seguito si unisce a questi ultimi.
        - Kimeramon (Chimairamon) (19-21): Creato dall'Imperatore Digimon usando le parti di numerosi Digimon, presto sfugge al controllo del suo creatore. Eliminato da Magnamon dopo la ricarica di energia ricevuta da Wormmon.

      - BlackWarGreymon (30-37, 46-47): Creato da Arakenimon, si rifiuta di obbedire ai suoi ordini. BlackWarGreymon diviene successivamente un alleato delle forze del bene dopo aver combattuto contro WarGreymon ed Imperialdramon Fighter Mode. Viene ferito mortalmente da un Oikawa posseduto da Myotismon, ma riesce a sigillare il varco digitale di Hikarigaoka con le sue ultime forze.
- Millenniummon (Millenniumon) (flashback nell'episodio 43): Responsabile del Seme delle Tenebre impiantato in Ken, che aveva permesso a Myotismon di manipolare il ragazzo e costringerlo a diventare l'Imperatore Digimon, Seme che poi fu copiato ed impiantato in diversi bambini per ottenere l'energia necessaria a far tornare in vita il Digimon malvagio. Millenniummon era il nemico che il giovane Ken aveva combattuto al fianco di Ryo poco dopo la battaglia contro Diaboromon nel 2000.

- Dragomon (Dagomon) (13): Re della dimensione chiamata "Mare Oscuro". La sua rivalità con i Digiprescelti non sviluppa una vera saga, tuttavia Dragomon sembra piuttosto ossessionato da Kari. Quando Kari stessa giunge inconsapevolmente nel Mare Oscuro, infatti, i servi di Dragomon la definiscono la sposa che lui sta cercando. L'aspetto di Dragomon è basato su quello di Cthulhu, uno dei Grandi Antichi creati dallo scrittore H. P. Lovecraft. Il suo nome (in originale Dagomon) deriva invece da quello di Dagon, altra creatura appartenente all'universo lovecraftiano. Lovecraft, a sua volta, ha tratto il nome di Dagon da quello dell'omonima divinità semitica.

- Wendigomon (Wendimon) (Digimon Hurricane Touchdown!!/Supreme Evolution!! The Golden Digimentals): Partner di Willis, corrotto da un virus. Digievolve prima in Antylamon (Andiramon) e quindi in Kerpymon. Sconfitto e purificato da Magnamon e Rapidmon.
- Demon (43-45): Potentissimo Digimon che voleva il Seme delle Tenebre contenuto nel corpo di Ken. Gli sforzi combinati di Ken e degli altri Digiprescelti lo intrappolano nel Mare Oscuro di Dragomon.
  - Le Armate di Demon (43-44): I servi di Demon.
    - SkullSatamon (43): Eliminato da Imperialdramon Fighter Mode.
    - LadyDevimon (43-44): Eliminata da Silphymon.
    - MarineDevimon (MarinDevimon) (43-44): Eliminato da Shakkoumon.
- Pukumon (Michi e no Armor Shinka): Sconfitto dagli sforzi combinati di Sagittarimon, Rinkmon, Pteramon, Manbomon, Butterflymon e Pucchiemon.
- Armageddemon (Armagemon) (Diaboromon Strikes Back!): Nuova forma più potente di Diaboromon nata dalla Digievoluzione di milioni di Kuramon. Riesce ad abbattere Omnimon e a sconfiggere Imperialdramon Fighter Mode, ma viene eliminato una volta per tutte da Imperialdramon Paladin Mode.

### Familiari dei Digiprescelti
I seguenti sono i familiari dei Digiprescelti che vengono introdotti nella serie:
Jun MotomiyaLa sorella maggiore di Davis. Lei e Davis litigano molto spesso. Jun perseguita Matt per la maggior parte della prima metà della seconda serie, provando ad ottenere un appuntamento con lui. Dopo aver finalmente capito che lui ama Sora, la ragazza si innamora all'istante di Shin, il fratello di Joe.
Momoe, Chizuru e MantarouI fratelli di Yolei, due ragazze ed un ragazzo. Poiché sono ben quattro in una sola famiglia, devono costantemente lottare per l'attenzione dei genitori.
Hiroki HidaIl padre di Cody, deceduto anni prima. Da bambino, era il migliore amico di Yukio Oikawa ed i due presero contatto con Digiworld grazie ai videogiochi, promettendosi l'un l'altro che un giorno l'avrebbero visitato insieme. Prima che ciò avvenisse, tuttavia, Hiroki si sposò, ebbe Cody e divenne un agente di polizia, alla fine ucciso, mentre compiva il suo dovere, da un colpo di pistola inizialmente diretto ad un Ufficiale del Governo. Cody aveva quattro anni quando ciò accadde: Hiroki raccomandò al figlio di essere coraggioso e spirò.
Chikara HidaIl nonno di Cody. Preoccupato per il benessere di suo figlio, proibì ad Hiroki di preoccuparsi di Digiworld e di passare il suo tempo con Oikawa. Nel presente è l'insegnante di kendō di Cody e costituisce per lui una figura paterna. Alla fine comprende gli errori commessi ostacolando l'amicizia tra Hiroki ed Oikawa, provando a parlare a quest'ultimo e a sistemare le cose per Cody.
Tomiko HidaLa madre di Cody, molto preoccupata dalla costante assenza di Cody quando lui si trova a Digiworld.
Osamu IchijoujiIl fratello maggiore di Ken, morto qualche anno prima. Quando Ken era piccolo, Osamu era uno degli studenti migliori del paese e attirava su di lui tutta l'attenzione. Un giorno, Ken desiderò che Osamu andasse via, geloso di tutta l'attenzione che riceveva. Quello stesso giorno Osamu fu investito da una macchina e morì.
Haruhiko TakenouchiIl padre di Sora, professore di folclore al college, che si trovava a Kyoto durante l'estate del 1999. Dopo essere venuto a conoscenza dell'avventura vissuta dalla figlia, Haruhiko iniziò a compiere ricerche sul mondo digitale con Shin, uno dei fratelli di Joe, che è anche uno dei suoi studenti. Yolei incontra entrambi durante una gita scolastica a Kyoto e Haruhiko le spiega alcune delle sue teorie.
Shin e Shuu KidoI fratelli di Joe. Shin è uno studente di college a Kyoto ed incontra Yolei mentre lei è in gita a Kyoto con la scuola. Shuu studia Medicina ed aiuta i Digiprescelti durante l'attacco di Demon il giorno di Natale.
Nota: Con l'eccezione della famiglia di Cody e dei genitori di TK e Kari, nessuno dei genitori dei Digiprescelti di Digimon Adventure 02 è introdotto con il suo vero nome.

## Media

### Anime
Digimon Adventure 02 conta 50 episodi, trasmessi sulla Fuji TV in Giappone dal 2 aprile 2000 al 25 marzo 2001.
Successivamente la serie fu trasmessa su Fox Kids negli Stati Uniti e su YTV in Canada dal 19 agosto 2000 al 19 maggio 2001. FUNimation Productions è tuttora impegnata a pubblicare episodi in giapponese non tagliati e sottotitolati sul proprio sito web.
In Germania la serie fu trasmessa su RTL 2 dal 1º marzo all'11 maggio 2001. 
In Italia fu trasmessa per la prima volta su Rai Due dal 4 ottobre 2001 al 26 novembre 2001 (quando fu interrotta all'episodio 37) e dal 10 maggio 2002 al 17 luglio dello stesso anno (ricominciando dal primo episodio fino ad arrivare a quello conclusivo) e venne replicata più volte fino al 2005.
Sigle originali
- Sigla di apertura: "Target ~Akai Shougeki~" ("Obiettivo")
  - Artista: Kōji Wada
  - Testo: Yu Matsuki
  - Composizione e Arrangiamento: Michihiko Oota
- Sigla di chiusura: "Ashita wa Atashi no Kaze ga Fuku~" ("Domani il mio vento soffierà") (ep. 1-25)
  - Artista: Ai Maeda (accreditata come AiM)
  - Testo: MIZUKI & Noriko Miura
  - Arrangiamento: Cher Watanabe
- Sigla di chiusura: "Itsumo Itsudemo" ("Sempre ogni volta") (ep. 26-50)
  - Artista: Ai Maeda (accreditata come AiM)

Tracce d'intermezzo
- "Break-up!" ("Punto di rottura!") (Traccia dell'Armordigievoluzione)
  - Artista: Ayumi Miyazaki
  - Testo: Hiroshi Yamada
  - Composizione e Arrangiamento: Michihiko Ohta
- "Brave Heart" ("Cuore impavido") (Traccia della Digievoluzione)
  - Artista: Ayumi Miyazaki
  - Testo: Sachiko Ōmori
  - Composizione e Arrangiamento: Michihiko Oota
- "Beat Hit!" ("Colpo da hit!") (Traccia della DNAdigievoluzione)
  - Artista: Ayumi Miyazaki
  - Testo: Hiroshi Yamada
  - Composizione e Arrangiamento: Michihiko Ohta
- "Boku wa Boku Datte" (僕は僕だって? "Perché sono io")
  - Artista: Kōji Wada
  - Testo: Yū Matsuki
  - Composizione: Hidenori Chiwata
  - Arrangiamento: Cher Watanabe
- "Now is the time!!" ("Ora è il momento!!")
  - Artista: Ai Maeda (accreditata come AiM)
  - Testo: 1171
  - Composizione & Arrangement: Cher Watanabe
- "Bokura no Digital World" (僕らのデジタルワールド?, Bokura no Degitaru Wārudo, "Il nostro Digiworld")
  - Artista: Digimon All Stars with Kōji Wada & Ai Maeda (accreditata come AiM)
  - Testo: Yū Matsuki
  - Composizione e Arrangiamento: Michihiko Ohta

Sigle italiane
- Sigla di apertura e di chiusura: "Digimon per sempre" (episodi 1-50). Testo di B. Tibaldi; musica di S. Lucato/M. Maggiore; eseguita dai Manga Boys.

Nella versione pubblicata su TIMvision nel 2016 e su Crunchyroll nel 2021 vennero ripristinate le sigle originali.

### Film

#### Digimon Adventure 02: Zenpen: Digimon Hurricane Jōriku!!/Kōhen: Chōzetsu Shinka!! Ōgon no Digimentals
Digimon Adventure 02: Zenpen: Digimon Hurricane Jōriku!!/Kōhen: Chōzetsu Shinka!! Ōgon no Digimentals (デジモンアドベンチャー02: デジモンハリケーン上陸 / 超絶進化！！ 黄金のデジメンタル?, Dejimon Adobenchā Zero Tsū: Dejimon Harikēn Jouriku!! / Chouzetsu Shinka!! Ougon no Digimentaru, lett. "Digimon Adventure 02: L'atterraggio dell'uragano Digimon!!/Evoluzione suprema!! I Digielementali dorati") è il terzo film dedicato all'universo di Digimon. Fu trasmesso in Giappone l'8 luglio 2000. Fu inoltre distribuito negli Stati Uniti e in Italia rispettivamente il 6 ottobre 2000 e il 3 marzo 2001 come terza parte di Digimon - Il film. Questo film è il più lungo che la Toei Animation abbia mai realizzato in Giappone. Il film dura infatti circa sessantacinque minuti (mentre gli altri film non erano mai andati oltre un minutaggio di venti-quaranta minuti).
I protagonisti della storia sono i nuovi Digiprescelti, che viaggiano dal Giappone agli Stati Uniti ed incontrano Willis, un Digiprescelto americano, ritrovandosi poi ad aiutarlo a fermare la minaccia causata da un enigmatico pericolo. Da bambino Willis aveva ricevuto due Digimon gemelli, un Gummymon ed un Kokomon. Tuttavia, un giorno Kokomon era scomparso misteriosamente senza lasciare traccia, ritornando successivamente nelle sembianze dello spietato Wendigomon. TK e Kari sono i primi ad incontrare Wendigomon a New York mentre sono in visita da Mimi; il Digimon infatti rapisce la ragazza davanti agli occhi dei due Digiprescelti, i quali si rendono conto che anche tutti gli altri Digiprescelti originali sono spariti. Willis alla fine spiega agli altri quale sia il suo legame con Wendigomon: il Digimon vuole rivedere Willis, ragione che spinge Wendigomon a rapire anche gli altri bambini prescelti - perché loro, come Willis, possiedono un Digivice - e a riportarli alla loro età infantile alla disperata ricerca del suo partner, che non riesce a riconoscere nella sua versione "adolescente".
Quando Willis si rifiuta di andare con Wendigomon dopo che questi mette fuori combattimento Terriermon, il mostro digievolve prima in Antylamon e poi in Kerpymon, riportando anche Willis e i Digiprescelti di Adventure 02 alla loro infanzia. Willis capisce finalmente le parole criptiche che il Digimon gli ha rivolto: Wendigomon aveva chiesto a Willis di "tornare indietro" e per il Digimon ciò significa letteralmente che Willis debba ridiventare nuovamente un bambino. Durante la battaglia tra i Digiprescelti e Wendigomon, Kari e TK aiutano i loro amici creando due Digiuova grazie ai loro Digimon Magnadramon e Seraphimon e consegnandole rispettivamente a Davis e Willis: ciò permette ai due ragazzi di far armordigievolvere Veemon in Magnamon e Terriermon in una Armordigievoluzione di Rapidmon. Alla fine della battaglia, Kerpymon viene sconfitto ed i Digiprescelti originali ricompaiono nei luoghi da cui erano scomparsi poco prima. Nell'epilogo del film, Willis scopre che il suo Digimon Kokomon è nuovamente pronto a nascere dal suo Digiuovo.

#### Digimon Adventure 02: Diablomon no Gyakushū
Digimon Adventure 02: Diablomon no Gyakushū (デジモンアドベンチャー02: ディアボロモンの逆襲?, Dejimon Adobenchā Zero Tsū: Diablomon no Gyakushuu, lett. "Digimon Adventure 02: Diablomon colpisce ancora") è il quarto film dedicato all'universo di Digimon. Uscì in Giappone il 3 marzo 2001 e negli Stati Uniti il 5 agosto 2005. È inedito in Italia.
Il film è conosciuto anche come "La rivincita di Diaboromon". In questo film, che avviene tre mesi dopo la sconfitta di MaloMyotismon, i Digiprescelti devono confrontarsi ancora una volta con Diaboromon. Tai e Matt tornano all'interno della rete per affrontarlo con Omnimon, mentre i nuovi Digiprescelti devono fare i conti con la furia di uno sciame di Kuramon (la forma al livello primario di Diaboromon). Con l'aiuto di Angemon e Angewomon (accompagnati da TK e Kari), Omnimon riesce a distruggere ancora una volta Diaboromon, ma il tutto si rivela una trappola, poiché con la sua distruzione moltissimi Kuramon riescono a penetrare nel mondo reale. Le cose sembrano andare fuori controllo quando i Kuramon nel mondo reale si uniscono per creare un Digimon di livello mega chiamato Armageddemon, un mega alternativo nella linea di sviluppo di Diaboromon. Armageddemon è così potente che né Omnimon né Imperialdramon Fighter Mode possono nulla contro di lui. Alla fine, Omnimon conferisce la sua energia ad Imperialdramon potenziandolo e facendolo diventare Imperialdramon Paladin Mode. Usando il suo attacco Omni Sword, Imperialdramon riesce ad abbattere Armageddemon, dividendolo nuovamente in numerosissimi Kuramon. Con l'aiuto dell'energia sprigionata dai Digivice dei Digiprescelti e dai cellulari degli altri ragazzi del Giappone, la spada Omni Sword viene potenziata, permettendo ad Imperialdramon Paladin Mode di distruggere i Kuramon una volta per tutte.
Il quarto film dedicato ai Digimon è stato distribuito, insieme a "One Piece: Clockwork Island Adventure", nel formato di doppio lungometraggio, dal nome "Tōei Spring Anime Fair 2001". Il guadagno totale realizzato da questo film è stato di tre miliardi di yen giapponesi.

#### Digimon Adventure 3D: Digimon Grandprix!
Digimon Adventure 3D: Digimon Grandprix! (デジモンアドベンチャー3D デジモングランプリ?, Dejimon Adobenchā 3D: Dejimon Guranpuri!, lett. Digimon Adventure 3D: Digimon Grandprix!) è l'undicesimo film dedicato ai Digimon ed uno dei due cortometraggi relativi all'universo di Digimon al Toei Animation Festival. È stato proiettato all'attrazione Sanrio Puroland's Yume no Time Machine dal 20 luglio 2000 e il 23 giugno 2002, ed è poi stato ri-trasmesso in Giappone il 3 ottobre 2009. È inedito in Italia.
Dodici concorrenti competono nel Digimon Grandprix per ottenere il titolo di "Re dei Digimon". La corsa inizia con un notevole trambusto, solo Agumon vola nella direzione sbagliata mentre il veicolo di Patamon parte senza il suo guidatore. All'inizio, in un'area simile ad una fattoria, Veemon e DemiDevimon prendono il comando, ma, mentre attraversano l'area di un fiume, provano a buttarsi fuori a vicenda dalla corsa, facendo fermare entrambi i loro veicoli. Indaffarati l'uno con l'altro, la maggior parte degli altri partecipanti li sorpassa. Mentre gli altri Digimon proseguono, Agumon riesce finalmente a prendere la direzione giusta e a portare con sé Patamon dandogli un passaggio.
Nella seconda parte del percorso, coperta dalla neve, DemiDevimon riesce a sorpassare Tentomon e sgancia così tante bombe da distruggere sia il veicolo di quest'ultimo che quello di Armadillomon, mentre Veemon accelera per recuperare. Nella sezione della foresta autunnale, Veemon e DemiDevimon provano a buttarsi ancora fuori a vicenda, ma le loro azioni causano la fine della corsa per Gatomon, Gomamon, Biyomon e Hawkmon, ma Agumon, trasportando tutti i Digimon ritirati, si fa strada e con la sua BabyMeteora butta fuori Veemon e DemiDevimon. Davanti a tutti, con un considerevole margine di vantaggio, Gabumon si fa bello per il presentatore, ma Agumon guadagna la prima posizione. Sfortunatamente, il suo missile gli causa disordini di stomaco ed il Digimon è costretto ad espellere alcuni escrementi, lanciandoli come missili. Quest'azione fa fuori immediatamente Palmon e Gabumon la segue poco dopo.
Agumon presto perde la strada ancora una volta, lasciando DemiDevimon e Veemon a darsi battaglia nella città. DemiDevimon usa tutte le sue ultime risorse e scaglia qualsiasi pezzo del suo veicolo, eccetto l'abitacolo, verso Veemon, che schiva i proiettili ma non può nulla quando ciò causa un'esplosione. DemiDevimon pensa di aver vinto, ma Agumon, portando tutti gli altri partecipanti, lo raggiunge e fa a pezzi il suo veicolo con un'onda d'urto. Agumon e gli altri partecipanti, quindi, passano la linea del traguardo tutti insieme e dividono il titolo di "Re dei Digimon", ma immediatamente dopo il missile di Agumon va fuori controllo e spedisce tutti nello spazio.
Nel popolare parco a tema coreano di Everland, il film compare come un cortometraggio in 4D nello Space Tour, posto nell'European Adventure.

#### Digimon Adventure 02: The Beginning
Digimon Adventure 02: The Beginning (デジモンアドベンチャー02 THE BEGINNING Dejimon Adobenchā 02 The Beginning?) è il tredicesimo film dedicato all'universo di Digimon, ed è ambientato 2 anni dopo gli eventi di Digimon Adventure: Last Evolution Kizuna.
I fatti si svolgono nel 2012. Daisuke, Ken, Miyako, Iori, Takeru e Hikari incontrano un ragazzo di nome Lui Ohwada, con un Digivice rotto che afferma di essere il primo Bambino Prescelto in assoluto. Nel frattempo, nel mondo reale appare un Digimon chiamato Ukkomon, che vuole che ogni persona nel mondo abbia al proprio fianco un partner Digimon.

### Drama-CD
In Giappone sono stati prodotti quattro Drama-CD riguardanti Digimon Adventure 02. Questi al momento sono una produzione esclusiva per il mercato giapponese.

#### Michi e no Armor Shinka
La storia raccontata in questo Drama-CD si svolge nel giorno di san Valentino del 2003.  Il Drama audio inizia con Davis che sta provando a cambiare il suo look per piacere alle ragazze, imitando diversi altri Digiprescelti. Kari, Mimi e Sora vengono intanto rapite da Boltmon, il quale desidera un cuore tutto per sé. Pukumon approfitta di questa situazione per cercare di distruggere i Digiprescelti. Il Pucchiemon di Ken cerca di ragionare con Boltmon, mentre gli altri Digiprescelti affrontano la vera mente dietro il piano, Pukumon. Joe va a sbattere nei ragazzi, causando la caduta e l'inevitabile confusione tra i D-Terminal dei ragazzi. Ciò causa loro di usare le Digiuova sbagliate e di digievolvere in nuovi Digimon di livello Armor, che riescono a battere Pukumon. Nel complesso, la storia non serve soltanto a generare un umorismo leggero, ma mette in evidenza la prima volta in cui i Digiprescelti riescono ad usare le Digiuova anche scambiandosele e trasformando i loro Digimon in nuove Digievoluzioni di livello Armor usando le Digiuova di altri bambini prescelti.
Il titolo di questo drama audio significa "Il percorso verso l'Armordigievoluzione".

#### Ishida Yamato Tegami ~Letter~
Tutto inizia quando Matt riceve una cassetta da una ragazza. La ragazza dovrà presto affrontare un'operazione ad alto rischio agli occhi ed ha paura perché potrebbe perdere la vista nel caso in cui l'operazione non abbia successo. Matt, che non sa cosa fare per tirarla su di morale, riceve aiuto e preziosi consigli da Gabumon, Sakurada (uno degli aiutanti di suo padre) ed un uomo anziano che conosce i confini del mare.
Quindi Matt scrive la canzone "Tobira~door", per infonderle coraggio e darle il suo supporto, dicendole che lui sarà comunque lì per lei, non importa cosa accada.
Alla fine, Matt riceve un'altra cassetta dalla ragazza, che lo ringrazia per il supporto dimostratole e gli dice che l'operazione è andata bene e che presto potrà rimuovere le bende così da poter vedere il mare, luogo in cui Matt aveva scritto la canzone, con lui.

#### Natsu e no Tobira
Si svolge nell'estate del 2003, quando Davis e DemiVeemon si incontrano con Mimi, Willis e Gummymon a New York. Tuttavia, senza preavviso, l'intera città cade vittima di uno strano clima invernale e diventa deserta. I ragazzi sentono una voce e vedono delle lucciole prima di incontrare una ragazza senza nome, che Davis decide di chiamare "Piccola Nat", dalla parola giapponese per "estate". La Piccola Nat sembra provare dei sentimenti per Davis, ma il gruppo non sa che in realtà lei è un gigantesco Digimon munito di artigli, che riesce a trasformarsi grazie alle "lucciole", che in realtà sono dei chip, i quali hanno corrotto i suoi dati. Davis capisce che la Piccola Nat è sola al mondo e voleva semplicemente un Digiprescelto come partner. Sfortunatamente, la Piccola Nat muore e torna ad essere un Digiuovo, ma Davis e gli altri si assumono il compito di trovare il vero partner della Piccola Nat.
Willis e Mimi capiscono che l'inverno improvviso era stato creato dal cuore di Davis, che era infelice dopo aver perso il torneo di calcio del quartiere e per il suo amore non corrisposto nei confronti di Kari.
Il nome di questo drama audio significa "La porta verso l'estate", il cui titolo si riferisce al portale verso il loro mondo di provenienza; durante il drama viene citato da Mimi anche ciò che sembra essere il libro La porta sull'estate.

#### Digimon Adventure 02 Original Story 2003nen -Haru-
Questo drama audio ha luogo diverso tempo dopo gli eventi intercorsi in Digimon Adventure 02, ma prima dell'epilogo della serie, il quale mostra stralci di vita dei protagonisti venticinque anni dopo. Il drama audio serve a riempire alcuni buchi nella trama che ancora persistevano nella serie ed esamina inoltre alcuni cambiamenti a cui i Digiprescelti ed i loro partner sono andati incontro e che saranno poi la prima causa dei fatti narrati nell'epilogo.
Nella traccia di Davis, "Occhiali",  Davis riflette sul significato degli occhiali che Tai gli ha regalato, su ciò che simboleggiano e su cosa forgia un buon leader.
Nella traccia di TK, "Mentre scrivo sulla tastiera", TK ha iniziato a scrivere le sue avventure riguardanti Digiworld ed esprime i suoi sentimenti su alcune di esse, così come sull'essere un Digiprescelto in generale. Viene rivelato successivamente che la pubblicazione del memorandum che TK aveva iniziato a scrivere era stata ritardata finché lui non era riuscito a descrivere i fatti con oggettività.
Nella traccia di Cody, "Una visita alla tomba", Cody porta Armadillomon a visitare la tomba di suo padre. I due parlano dei sacrifici fatti da Oikawa e dagli altri. Cody quindi fa una promessa di provare a cominciare a capire perché il male si impossessa di certe persone e di provare a fare il possibile per evitare che ciò accada in futuro.
Nella traccia di Yolei, "Sono diventata una studentessa di scuola media", Yolei parla della fase di transizione della sua vita ora che sta per diventare una studentessa di scuola media, dei suoi tentativi di formare una band musicale, dei suoi sentimenti sempre più forti per Ken e della sua nuova ossessione per il tè nero.
Nella traccia di Ken, "Luce del sole in primavera", Ken ricorda suo fratello, gli errori commessi in passato e di quanto ora sia felice e grato.
Nella traccia di Kari, "Il corso introduttivo di Kari sui partner", Kari ha iniziato a registrare un video per una classe, insegnando ai nuovi Digiprescelti come comportarsi per essere buoni partner per i propri Digimon. La ragazza parla anche di alcune sue esperienze con Gatomon e di Digiworld. Quasi alla fine della traccia, si scopre che la sorella di Davis, Jun, il nonno di Cody, così come entrambe le sorelle maggiori di Yolei ed i fratelli di Joe, sono tutti diventati Digiprescelti ed hanno bisogno di assistenza a Digiworld. Kari e gli altri quindi si muovono per aiutare i nuovi Digiprescelti nelle loro avventure. Viene successivamente rivelato che il video di Kari in futuro sarebbe stato "sorprendentemente utile".